# 加利福尼亞高原
86°4′S 145°10′W / 86.067°S 145.167°W
加利福尼亞高原（英語：California Plateau）是南極洲的高原，長56公里、寬4至22公里，最高點是海拔高度3,275米的布萊克本山，西北面以沃森海崖為界，該高原以加利福尼亞大學命名。